# Dewargefäß

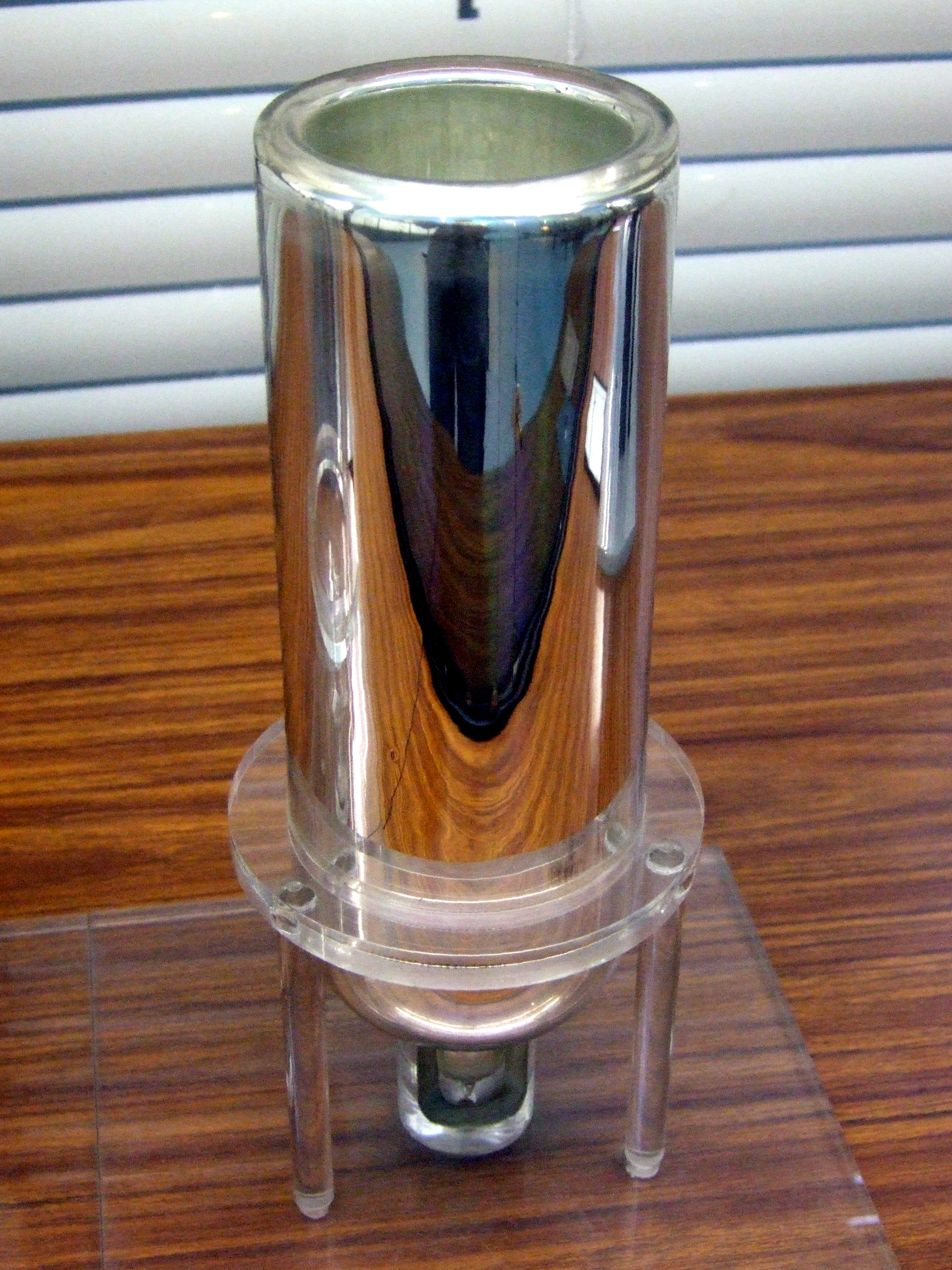
Dewargefäß
(Deutsches Museum, München)

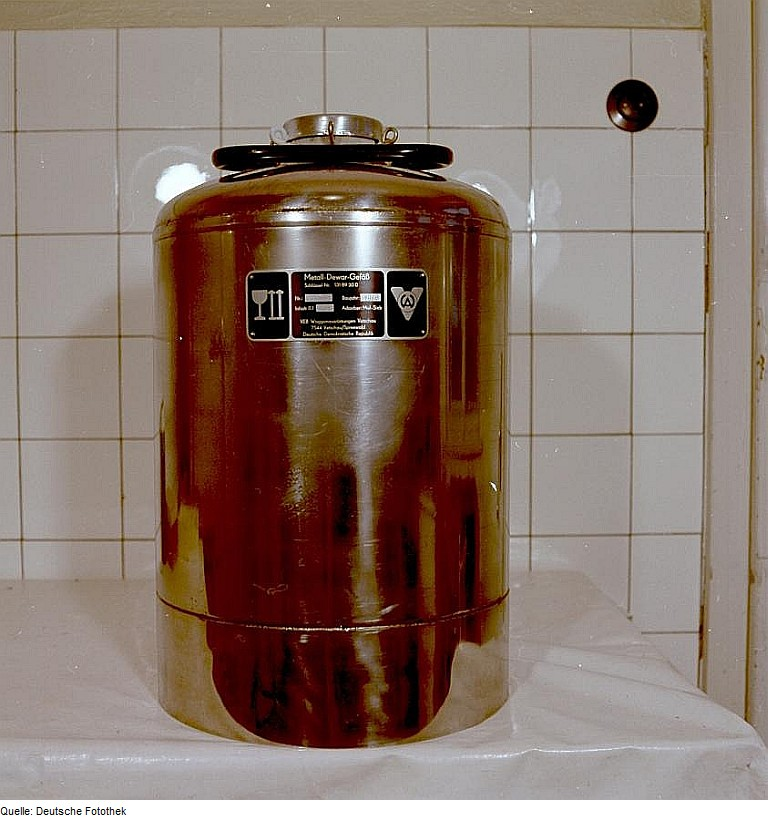
Metall-Dewar-Gefäß in Dresden, 1969

Ein Dewargefäß ist ein verspiegeltes, doppelwandiges, evakuiertes Gefäß aus Glas oder rostfreiem Stahl. Es wird in Thermos-/Isolierkannen ebenso eingesetzt wie in speziellen Laborbehältern.
Das Dewargefäß dient der guten thermischen Isolierung des darin aufbewahrten Stoffs gegenüber der Umgebung und stellt somit ein adiabatisch geschlossenes System dar. In ihm werden kalte oder heiße Stoffe, meistens Flüssigkeiten, aufbewahrt. Im Alltag findet man es häufig in handelsüblichen Isolierkannen, in denen beispielsweise Kaffee heiß aufbewahrt wird.
Benannt ist es nach dem schottischen Physiker Sir James Dewar, der Vakuumgefäße im Jahr 1874 das erste Mal benutzte und 1893 verspiegelte Glasgefäße als Transportgefäße für verflüssigte Gase vorstellte.
In seinem Lehrbuch „Physikalische Demonstrationen“ beschrieb auch Adolf Ferdinand Weinhold 1881 eine Vakuum-Mantelflasche zu Laborzwecken.

## Entwicklung
Herkömmliche Dewargefäße aus innen nasschemisch versilbertem Doppelwand-Glas, das evakuiert wird und – meist unten zentral einen – abbrechempfindlichen – Abschmelz-Glasnippel aufweist, waren ursprünglich in gedrechselten Holzbechern mit Filzbettung und Holzdeckel, später auf Korkring in zylindrischer Blechdose, fast ausschließlich im Labor in Gebrauch. Eigen ist ihnen die Bruchgefahr, sowohl durch Schlag auf die äußere Glaswandung z. B. durch einen Rührlöffel, als auch durch die Trägheitskraft der Füllung auf den Innenteil, besonders bei seitlichem Stoß.
Nach Einsatz in der Labortechnik kamen Dewargefäße aus doppelwandigem Niro-Stahlblech etwa 1980 auch in den Bergsporthandel. Sie werden durch Lichtbogenschweißen im Vakuum am Ausgießrand gefügt, benötigen kein extra Gehäuse mehr, dellen sich eventuell ein wenig ein, sind jedoch höchst bruchfest. Die Massenproduktion in Fernost senkte den Preis, sodass sie sich im Sportbereich bereits um 1990 gegen Dewars aus Glas durchsetzten. Günstig wirkt sich die für Metalle relativ geringe Wärmeleitung (relevant nur im Bereich Hals und Verschluss) von NiRo-Stahl aus.

## Funktionsweise

Querschnitt durch ein Dewargefäß (schematisch)

Ein Dewargefäß vermindert die drei möglichen Wärmeübertragungsprozesse Wärmeleitung, Wärmestrahlung und Konvektion. Die Wärmeleitung wird sowohl durch die Wahl des Materials beeinflusst (Glas hat eine sehr geringe Wärmeleitfähigkeit) als auch durch die Form des Gefäßes. Da der innere Teil des Gefäßes nur über den oberen Rand mit dem äußeren verbunden ist, muss die Wärme über eine relativ lange Strecke übertragen werden, was die Wärmeleitung begrenzt. Der Wärmetransport durch Strahlung wird durch eine Verspiegelung der Behälterwände verringert. Die Evakuierung verhindert den Wärmetransport durch Konvektion. Der Wärmetransport durch Teilchenstöße wird erst vermindert, wenn die mittlere freie Weglänge der verbliebenen Gasteilchen im Vakuum länger wird als der Abstand der begrenzenden Flächen. Deswegen wird ein noch deutlich höheres Vakuum angelegt, als für die Verhinderung der Konvektion nötig wäre. Für Vorführzwecke gibt es auch durchsichtige Dewars ohne Verspiegelung, damit die Zuschauer den Inhalt des Dewargefäßes gut sehen können.

## Anwendungsbeispiele
- Flaschen und Kannen mit Verschluss oder Deckel zum längeren Heiß- oder Kalthalten von Getränken („Isolierkanne“, „Thermosflasche“ (Markenname))
- halbkugelige Schale für Eiswürfel, zylindrischer Weinkühler für eine Literflasche
- Trinkbecher aus doppelwandigem Edelstahl – auch um Finger vor Verbrennen zu schützen, wenn es keine Abstellmöglichkeit gibt
- Aufbewahrung von flüssigem Stickstoff (siehe auch Kryostat)
- Anwendung in einer Kühlfalle, um etwa einen gasförmigen Stoff durch Abkühlen kondensieren zu lassen
- Selbsterhitzungtest zur Bestimmung des Rottegrades einer Kompostrotte
- Kalorimeter
- Aufbewahrung von Trockeneis

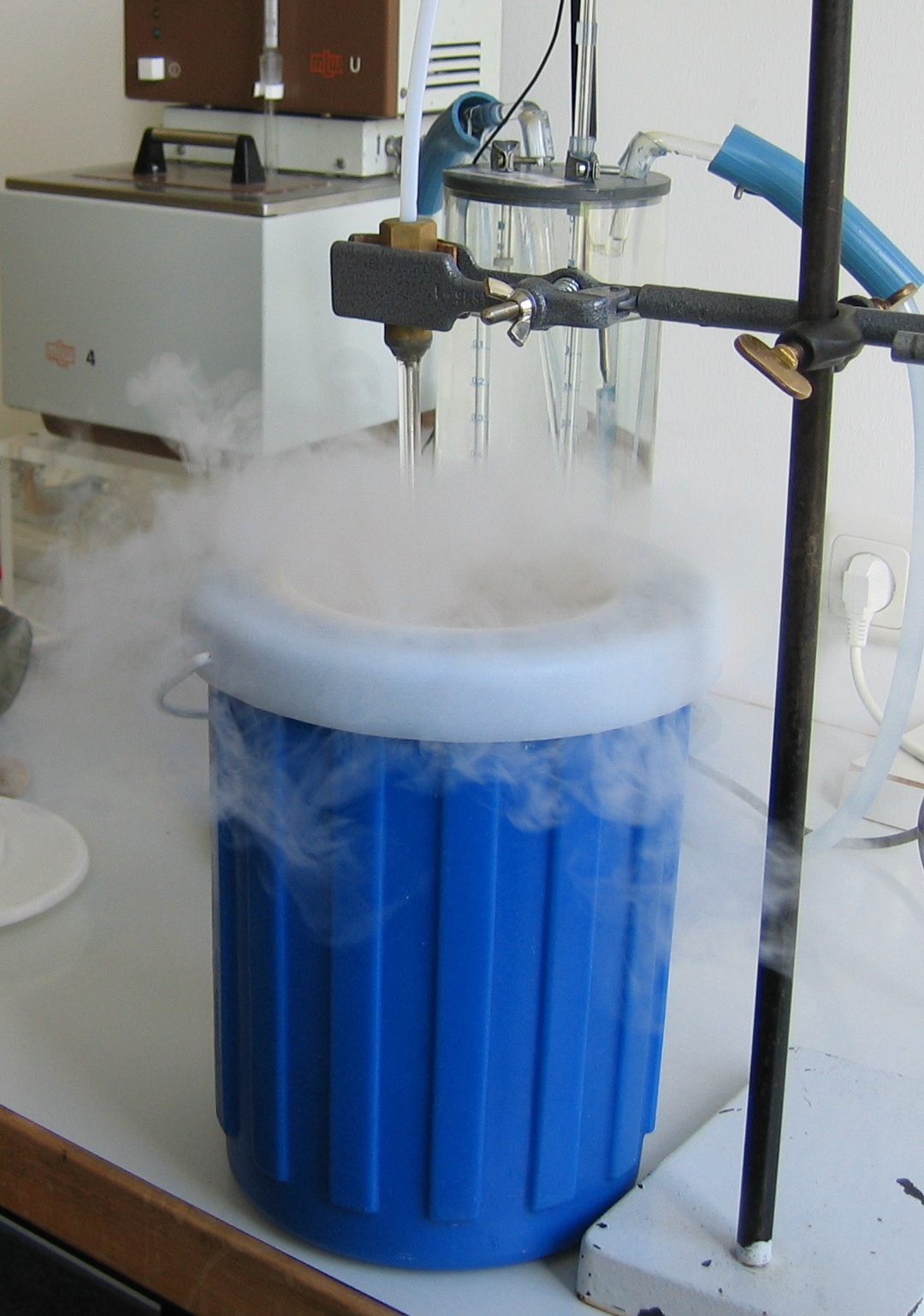
Flüssigstickstoff verdampft im Dewar und erzeugt Wassernebel in der Raumluft
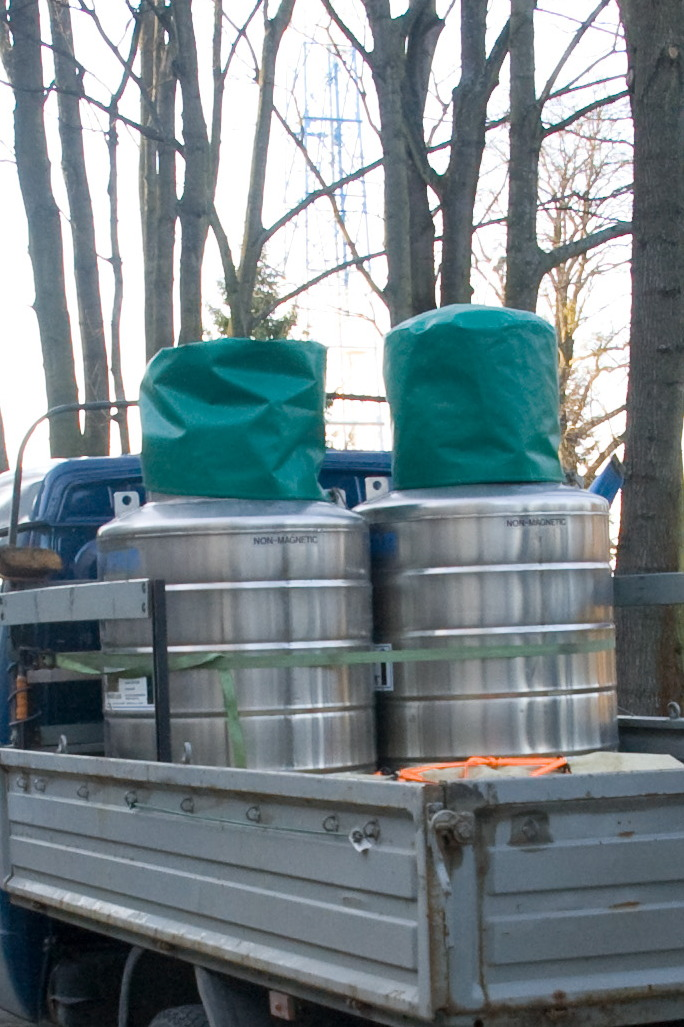
250-Liter-Dewartanks zum Transport von Helium

## Alternativen
Alternativen zur Verringerung der Wärmeabgabe an die Umgebung bei Gefäßen sind:
- PET-Trinkflasche PU-hart-umschäumt in Kunststoffgehäuse,
- Warmhalteteller und Deckel aus Kunststoff mit Schaumkern in Krankenhäusern,
- innenlackierte Alu-Feldflasche (Militär) mit Filzhülle, die angefeuchtet Verdunstungskälte liefern kann,
- gedeckelte Boxen aus Styroporschaum (eventuell grau: mit Alubeimischung) für Speise-, Trockeneis oder medizinische Laborproben,
- Alufolie um die kegelige, außen gerippte Waffel-Tüte von Fertig-Speiseeis (etwa: Cornetto),
- geknittert mehrlagige Alufolienverpackung,
- Kühltasche mit starrem Schaumkern für Camping oder als mehrlagige alubedampfte Plastiktasche (-tüte) für den Einkauf von Tiefkühlprodukten (Alternative: Umwickeln mit Zeitungspapier),
- Glasfaser und Glasgewebe um Heizpilz für Kugelkolben im Chemielabor,
- einseitig aluminiumbedampfte Polyesterfolie als Rettungsdecke und im extraleichten Alu-Schlafsack (1972),
- mehrlagiger Folien-Verbund für Weltraumanwendungen,
- außen poliert versilberter Sturz mit Filzlage innen über Kaffeekanne (Tischkultur um 1990).